# 한국현대의상박물관
한국현대의상박물관(韓國現代衣裳博物館)은 서울특별시 종로구 충신동에 위치한 박물관이다.

## 주요 소장품
- 프란체스카 여사 의복과 소품 - 등록문화재 제612호
- 양단 아리랑 드레스 - 등록문화재 제613호
- 군용 담요 코트 - 등록문화재 제616호

## 관람 정보
- 이용 시간 11:00 ~ 17:00
- 휴관 매주 토요일, 일요일, 공휴일

## 같이 보기
- 대한민국의 박물관과 미술관 목록